# Tecnología médica
La tecnología médica es un área de las ciencias de la salud, cuyo profesional con mención, grado de licenciado y título de grado es el de Tecnólogo Médico. Esta titulación no está reconocida en todos los países, sin embargo la mayoría de los países desarrollados cuentan con requerimientos muy similares: estudios universitarios de entre cuatro y cinco años, para el grado académico de licenciado.
Esta carrera se considera muy transversal ya que en algunos países se puede optar a una de cinco menciones una vez completado el ciclo Bioanálisis Clínico, Hematología y Banco de Sangre-Oftalmología-Otorrinolaringología-Radiología y Física Médica-Morfofisiopatología y Citodiagnóstico

## En Panamá
En Panamá la carrera de Tecnología consta 5 años el grado de licenciatura. Esta es impartida en la Facultad de Medicina de la Universidad de Panamá. Aunque también es impartida en la Universidad Autónoma de Chiriquí (UNACHI), y a nivel privado en la Universidad Latina de Panamá.
Los graduados pueden desempeñarse en las áreas del laboratorio clínico (Microbiología, Parasitología, Química clínica, hematología, Anatomía Patológica, etc.) en las distintas entidades de salud del país, así como también en las áreas de banco de sangre, laboratorios de alergias, laboratorios de trasplantes, bancos de leche materna, etc. También pueden laborar en instituciones de medicina forense como lo es el Instituto de Medicina legal y ciencias forenses de Panamá. Otras de las áreas son los laboratorios de investigación de enfermedades y problemas de salud como lo es el Instituto Conmemorativo Gorgas, El INDICASAT o el instituto Smithsonian de Investigaciones Tropicales. Pueden desempañarse también en laboratorios de industrias de alimentos, entre otros.

## En Perú
En el Perú, la carrera de Tecnología Médica tiene una duración de cinco años en las universidades. El Perú es el único país donde la tecnología médica agrupa a 6 carreras denominadas "áreas": terapia física y rehabilitación, terapia de lenguaje, terapia ocupacional, laboratorio clínico y anatomía patológica, radiología y optometría. Cada área tiene una malla curricular diferenciada y cuenta con sus propios programas de especialización. Con el grado de Bachiller se puede acceder a estudios de posgrado. 
La primera Escuela de Tecnología Médica se creó el 1 de diciembre de 1966 dentro de la Universidad Nacional Mayor de San Marcos, como una dependencia de la Facultad de Medicina. En aquella época se consideraba una carrera universitaria corta, con una duración de tres años, donde se cursaba un año de cursos básicos y dos años de especialización. Las especialidades eran cuatro: Laboratorio Médico o Clínico, Banco de Sangre y Hematología, Técnica Histológica y Cito-Diagnóstico y por último Técnica Radiológica.
Para evitar el cierre de la universidad, en 1969 se duplicó el número de ingresantes a la UNMSM. Para cubrir la demanda de los alumnos antiguos, se inició la especialidad de Dietética dentro de la Escuela. En 1970, con la carrera ya declarada en extinción, un grupo de estudiantes provenientes del Instituto Nacional de Educación Física se incorpora a la Escuela de Tecnología Médica para cubrir las necesidades académicas y se pasa a implementar la especialidad de Terapia Física. En aquella época también se crea la especialidad de Terapia Ocupacional, con el fin de darle opciones a los alumnos restantes de la escuela. En 1972, ante la gran demanda de alumnos que exigía estudiar medicina, el Centro de Estudiantes de Tecnología médica vio propicio abrir nuevamente la carrera para aliviar la demanda. Esto provocó que durante muchos años se utilizara esta carrera como un trampolín para estudiar medicina unos años después. 
Al finalizar 1972, solo funcionaban tres especialidades: Laboratorio Clínico y Anatomía Patológica, Terapia Física y Dietética. Sin embargo, la especialidad de dietética cambió su denominación a Dietética y Nutrición y pasa a tener una duración de cuatro años. No conforme con ello, en 1975, gracias a las gestiones del Dr. Emilio Picón que había viajado al extranjero, la especialidad de Dietética se separa y forma su propia escuela y se convierte en la nueva carrera de Nutrición.
Mediante Resolución Rectoral N.º 62550 en el año 1981, la carrera de tecnología médica se convierte en una carrera larga de 10 semestres (5 años), incluyendo un año de internado. En 2001 hubo intentos para introducir cambios en el plan de estudios, pero por falta de consenso en el consejo de facultar, en el 2004 no se aprobó la propuesta que había presentado el comité asesor. En el 2011 se inicia un nuevo proceso de evaluación curricular (RR 03803-R-11) que incluía la independización de las 4 carreras que conformaban tecnología médica, la cual fue aprobada por la Asamblea Universitaria, máximo órgano de gobierno de la UNMSM. Lamentablemente, no se pudo aplicar porque apareció otra resolución que la dejó sin efecto (RR 00131-R-12).
La Universidad Nacional Federico Villarreal es la primera y única universidad donde la Tecnología Médica tiene rango de facultad, La carrera de Tecnología Médica en la UNFV fue establecida el 9 de mayo de 1967 mediante la Resolución N.º 069-FM. Posteriormente, en cumplimiento de la Constitución Política del país, se promulgó la Ley N.º 24291, que dio origen al Colegio “Tecnólogo Médico del Perú”, sustentado en la Ley Universitaria N.º 23733 y en el estatuto de la UNFV. En 1985, la carrera, con una duración de cinco años, se estructuró académicamente como la Facultad de Tecnología Médica. Al finalizar los estudios, los egresados obtienen el grado de bachiller y pueden optar por el título de licenciado en una de las siguientes especialidades: Laboratorio y Anatomía Patológica, Radiología, Optometría, Terapia de Lenguaje y Terapia Física y Rehabilitación. Estas cinco disciplinas forman parte del equipo de salud y se agrupan en tres Escuelas Académico Profesionales..
También continúan los esfuerzos gremiales liderados por la Asociación Peruana de Terapia Física ASPETEFI (hoy ASPEFISIO) , para lograr la independización de la carrera de Terapia Física como lo hizo en su momento Dietetica y nutrición que actualmente agrupan su propio colegio https://cnp.org.pe/. En el 2016 se consigue ingresar al Congreso de la República del Perú el proyecto del ley N.º 1555, "Ley del trabajo del fisioterapeuta y creación del Colegio de Fisioterapeutas del Perú", iniciativa que continuó luego de la crisis política y de gobierno que ocurrió en Perú, con el proyecto de ley N.º 6482, el cual fue enviado a cuarto intermedio en el 2021 por las alianzas políticas del CTMP con algunos congresistas. 
Continuando con la gestiones en favor de la independización de la carrera la Asociación Peruana de Fisioterapia ASPEFISIO promovió la gestión de congresistas de bancadas diferentes con el objeto de la creación del Colegio de Fisioterapeutas y, para inicios del 2025, existen 8 proyectos de ley, 7 de ellos dictaminados a favor en la Comisión de Educación del Congreso de la República en julio de 2024, y ese dictamen quedó expedito para poder ser llevado y aprobado en el pleno del Congreso.
Actualmente la carrera se encuentra regulada por Ley N.º 24291, ley que creó el Colegio de Tecnólogos Médicos del Perú (CTMP) en 1985, y por la Ley N.º 28456, "Ley del Trabajo del Profesional Tecnólogo Médico" aprobada en el 2005. Para inicios del 2025 también se observa una crisis institucional en el CTMP por las acusaciones de corrupción entre sus autoridades antiguas y actuales, las cuales se acompañan de una evidente inacción de las mismas para resguardar la práctica y ética profesional. Entre los problemas se encuentran la disputas entre biólogos y laboratoristas sobre las funciones en el campo clínico y cargos jefaturales, así como el intrusismo de los egresados de las carreras técnicas o de cursos libres en el campo de la rehabilitación.  
En la actualidad existen 22 universidades que dictan al menos 1 de las especialidades de tecnología médica, 21 de ellas enseñan Terapia Física, 15 enseñan Laboratorio Clínico y Anatomía Patológica, 7 enseñan Radiología, 3 enseñan Terapia de Lenguaje, 3 enseñan Optometría y solo 2 enseñan Terapia Ocupacional.